# Aviernoz
Aviernoz ist eine Ortschaft und eine ehemalige französische Gemeinde mit 893 Einwohnern (Stand: 1. Januar 2022) im Département Haute-Savoie in der Region Auvergne-Rhône-Alpes. Sie war Teil des Arrondissements Annecy.
Mit Wirkung vom 1. Januar 2017 wurden die bis dahin selbstständigen Gemeinden Aviernoz, Évires, Les Ollières, Saint-Martin-Bellevue und Thorens-Glières zu einer Commune nouvelle mit dem Namen Fillière zusammengelegt und besitzen in der neuen Gemeinde den Status einer Commune déléguée. Der Verwaltungssitz befindet sich im Ort Thorens-Glières.

## Geographie
Aviernoz liegt auf 760 m, nahe bei Thorens-Glières, etwa elf Kilometer nordöstlich der Stadt Annecy (Luftlinie). Das Bauerndorf erstreckt sich in einer Talmulde und Einsattelung zwischen Talsystemen von Fillière und Crenant, am Alpenrand am Nordwestfuß des Massivs der Tête du Parmelan, im Genevois.
Das Gebiet erstreckt sich entlang der Fillière, die hier aus einem Talkessel der Bornes-Alpen austritt und durch ein offenes Tal nach Westen fließt. Vom Flusslauf reicht das Areal südwärts über den Sattel von Aviernoz und das Plateau von Les Ollières bis zum Tälchen des Crenant. Der gesamte südöstliche Teil des Gebietes wird vom Gebirgskomplex der Tête du Parmelan eingenommen. Die dicht bewaldeten, steilen Bergflanken werden von markanten Kalkfelswänden überragt, darunter die Tête de Bunant (1660 m) und der Plan de l’Aigle (mit 1676 m). Auf dem Hochplateau der Tête du Parmelan ist ein unwegsames Karrenfeld ausgeprägt, das zu den größten seiner Art des gesamten Alpenbogens zählt.
Im Umland liegen auch verschiedene Weilersiedlungen und Gehöfte, darunter:
- Le Vuaz (630 m) im Tal der Fillière gegenüber von Thorens-Glières
- Possy (670 m) am südlichen Talhang der Fillière
- Les Côtes (700 m) am nördlichen Talhang des Crenant

Nachbarorte von Aviernoz sind Thorens-Glières im Norden, Dingy-Saint-Clair und Villaz im Süden sowie Les Ollières im Westen.

## Geschichte
Die Ortschaft wird im Mittelalter unter dem Namen Aviernnaz erwähnt. Aus späterer Zeit sind auch die Bezeichnungen Vernod und Vernoud überliefert. Der Ortsname geht möglicherweise auf das altfranzösische Wort verne (Schwarzerle) zurück. Zu einer größeren Gebietsveränderung kam es 1869, als der Weiler Le Jourdil mit der südwestlichen Seite des Talkessels der Filière von Aviernoz abgetrennt und Thorens-Glières zugeteilt wurde.

## Sehenswürdigkeiten
1896 wurde die Dorfkirche Saint-Maurice von Aviernoz erbaut. Das ehemalige Château des Côtes dient heute als stattliches Bauernhaus.

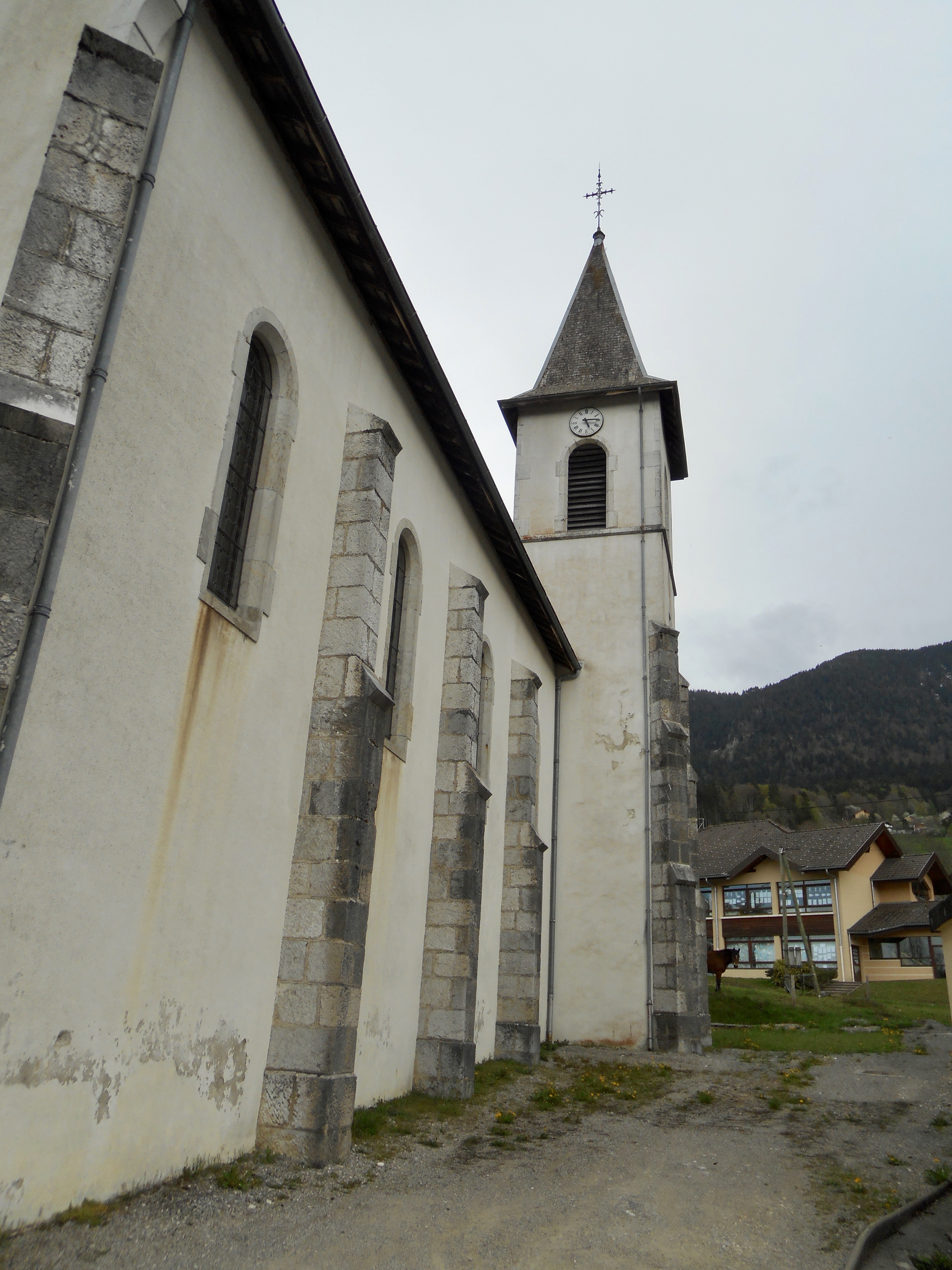
Kirche Saint-Maurice
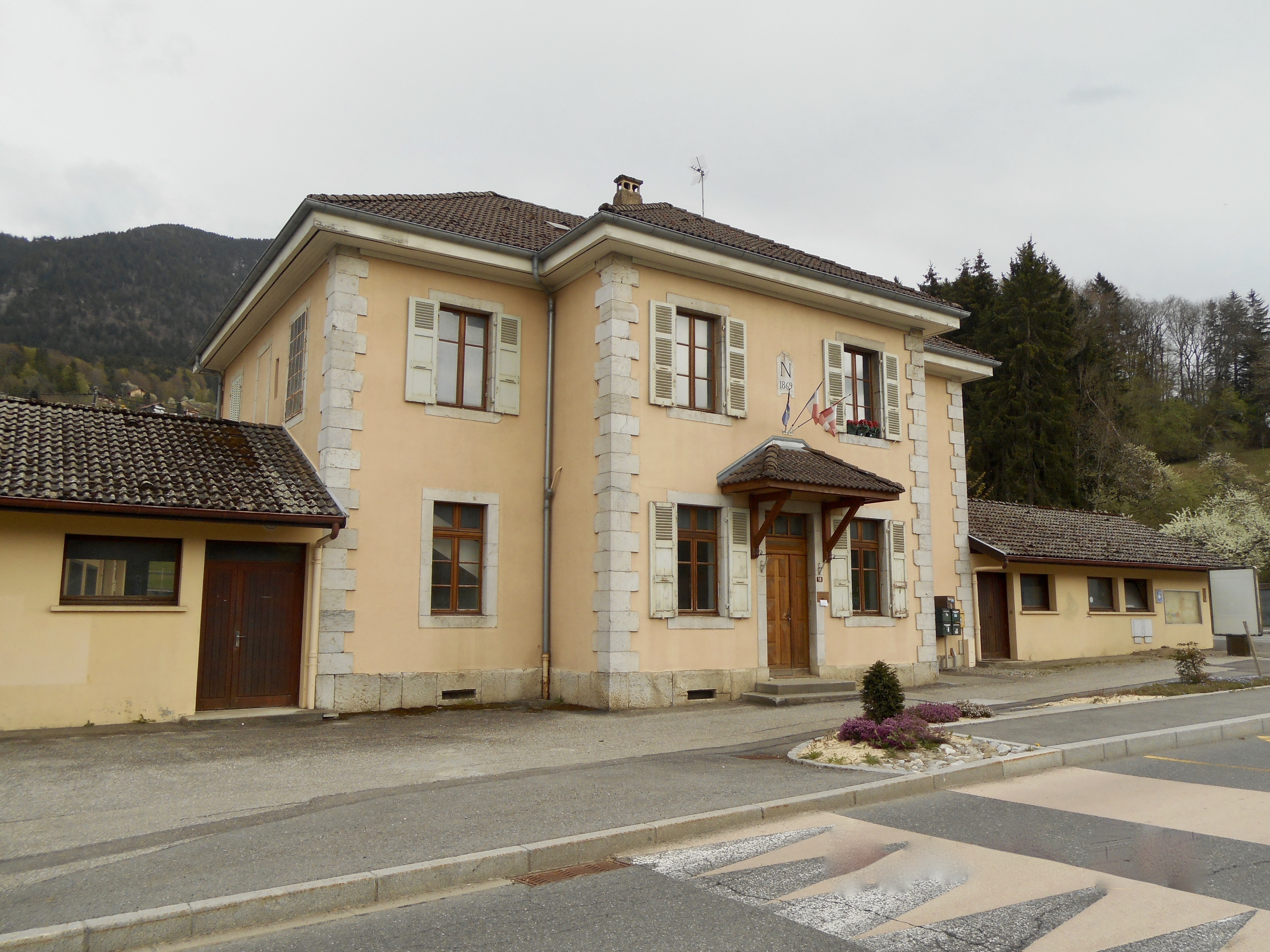
Ehemaliges Rathaus
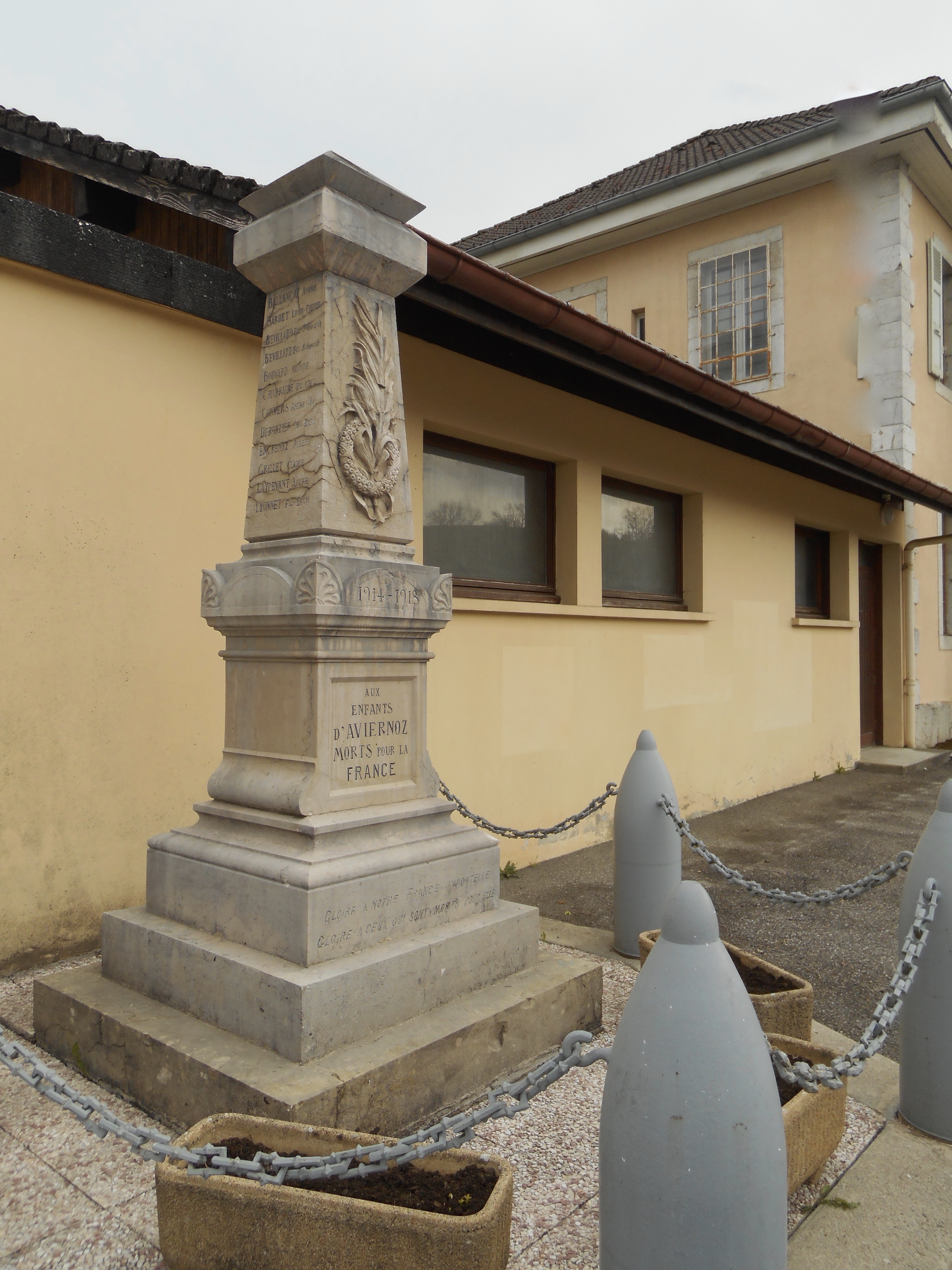
Gefallenendenkmal

## Bevölkerung
| Bevölkerungsentwicklung | Bevölkerungsentwicklung |
| Jahr                    | Einwohner               |
| ----------------------- | ----------------------- |
| 1962                    | 306                     |
| 1968                    | 310                     |
| 1975                    | 281                     |
| 1982                    | 356                     |
| 1990                    | 444                     |
| 1999                    | 614                     |
| 2004                    | 725                     |

Im Verlauf des 19. und 20. Jahrhunderts nahm die Einwohnerzahl aufgrund starker Abwanderung kontinuierlich ab (1861 wurden in Aviernoz noch 626 Einwohner gezählt). Seit Mitte der 1970er Jahre wurde jedoch wieder eine deutliche Bevölkerungszunahme verzeichnet.

## Wirtschaft und Infrastruktur
Aviernoz war bis weit ins 20. Jahrhundert hinein ein vorwiegend durch die Landwirtschaft geprägtes Dorf. Heute gibt es verschiedene Betriebe des lokalen Kleingewerbes. Ansonsten hat sich das Dorf zu einer Wohngemeinde entwickelt. Viele Erwerbstätige sind Wegpendler, die im Raum Annecy ihrer Arbeit nachgehen.
Die Ortschaft liegt abseits der größeren Durchgangsstraßen an einer Departementsstraße, die von Annecy-le-Vieux nach Thorens-Glières führt. Eine weitere Straßenverbindung besteht mit Les Ollières. Der nächste Anschluss an die Autobahn A41 befindet sich in einer Entfernung von rund 13 Kilometern.